# إعادة تشكيل الأنسجة
إعادة تشكيل الأنسجة Tissue remodeling هي إعادة تنظيم أو تجديد الأنسجة الموجودة في كائن حي. يمكن أن تكون إعادة تشكيل الأنسجة إما فسيولوجية أو مرضية. يمكن للعملية إما تغيير خصائص الأنسجة كما هو الحال في إعادة تشكيل الأوعية الدموية ، أو تؤدي إلى التوازن الديناميكي للأنسجة كما هو الحال في إعادة تشكيل العظام . تعمل البلاعم على إصلاح الجروح وإعادة تشكيل الأنسجة عن طريق إنتاج مصفوفة خارج الخلية وبروتياز لتعديل تلك المصفوفة المحددة. 
يؤدي احتشاء عضلة القلب إلى إعادة تشكيل أنسجة القلب في عملية من ثلاث مراحل: الالتهاب والتكاثر والنضج. يتميز الالتهاب بنخر هائل في المنطقة المصابة بالاحتشاء. تزيل الخلايا الالتهابية الخلايا الميتة. في مرحلة التكاثر ، تموت الخلايا الالتهابية عن طريق الاستماتة ، لتحل محلها الخلايا الليفية العضلية التي تنتج كميات كبيرة من الكولاجين. في مرحلة النضج ، يتم تقليل عدد الأرومة الليفية العضلية عن طريق موت الخلايا المبرمج ، مما يسمح بالتسلل عن طريق الخلايا البطانية (للأوعية الدموية) وخلايا عضلة القلب (خلايا أنسجة القلب). عادة ، ومع ذلك ، فإن الكثير من إعادة تشكيل الأنسجة مرضية ، مما يؤدي إلى كمية كبيرة من الأنسجة الليفية. على النقيض من ذلك ، يمكن أن تؤدي التمارين الهوائية إلى إعادة تشكيل أنسجة القلب المفيدة لأولئك الذين يعانون من تضخم البطين الأيسر.
يساهم الشيخوخة الخلوية المبرمجة في إعادة تشكيل الأنسجة المفيدة أثناء التطور الجنيني للجني.
في السكتة الدماغية تخضع المنطقة شبه الظليلة المحيطة بالحدث الإقفاري في البداية لعملية إعادة تشكيل ضارة ، لكنها تنتقل لاحقًا إلى إعادة تشكيل الأنسجة التي تتميز بالإصلاح.
يشير إعادة تشكيل الأوعية الدموية إلى تغيير تعويضي في جدران الأوعية الدموية بسبب نمو اللويحات. يسمى توسع الأوعية الدموية بإعادة التشكيل الإيجابي ، في حين أن انقباض الأوعية يسمى إعادة التشكيل السلبي.
تحدث إعادة تشكيل الأنسجة في الأنسجة الدهنية مع زيادة الدهون في الجسم.
في الأشخاص الذين يعانون من السمنة المفرطة ، غالبًا ما تكون عملية إعادة البناء هذه مَرَضية ، وتتميز بالالتهاب والتليف المفرطين.

## اقرأ أيضا
- الكولاجين المهجن الببتيد ، علامة جزيئية لتصوير إعادة تشكيل الأنسجة مباشرة